# Сант-Анджело-дель-Песко
Сант-Анджело-дель-Песко (італ. Sant'Angelo del Pesco) — муніципалітет в Італії, у регіоні Молізе, провінція Ізернія.
Сант-Анджело-дель-Песко розташований на відстані близько 150 км на схід від Рима, 50 км на північний захід від Кампобассо, 32 км на північ від Ізернії.
Населення — 368 осіб (2014).
Щорічний фестиваль відбувається 29 вересня. Покровитель — святий Архангел Михаїл.

## Демографія
Населення за роками:

Станом на 1 січня 2023 року в муніципалітеті офіційно проживало 11 іноземців з 6 країн, серед них 1 громадянин країн Євросоюзу.

## Сусідні муніципалітети
- Боррелло
- Капракотта
- Кастель-дель-Джудіче
- Гамберале
- Пескопеннатаро
- Піццоферрато
- Куадрі